# Estany de Coma d'Or
L'Estany de Coma d'Or és un llac d'origen glacial dels Pirineus, del terme comunal de Portè, de l'Alta Cerdanya, a la Catalunya del Nord.
És a a la vall del Rec de Querforc, a la zona nord-est del terme de Portè, al sud-oest de la Portella de Cortal Rossó, a ponent del Cap de Llosada i al sud-est de la Tossa Rodona i de la Portella de la Coma d'en Garcia.
Aquest estany és molt concorregut per les rutes excursionistes que recorren els Pirineus de la zona occidental de la Cerdanya.